# ジェームズ・ゴスリン

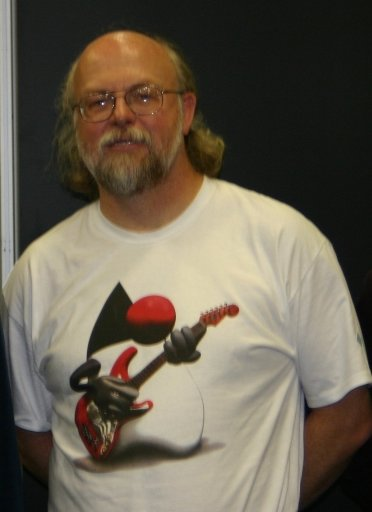
2005年夏 JavaOne カンファレンス にて (duke-rockstarのシャツ)

ジェームズ・アーサー・ゴスリン（James Arthur Gosling、1955年5月19日 - ）は、カナダ出身の計算機科学者である。オブジェクト指向プログラミング言語Javaの生みの親・リードデザイナーとして広く知られており、"Dr. Java"の異名を持つ。

## 教育とキャリア
アルバータ州カルガリー近郊に生まれた。計算機科学を専攻し、1977年にカルガリー大学で学士号、カーネギーメロン大学で修士号とPh.D.を取得した。博士課程在籍中に、UNIXで動作する最初のEmacs風エディタであるGosling Emacs（Gosmacs）を開発した。また、カーネギーメロン大学在学中に、UNIXのマルチプロセサ版や、いくつかのコンパイラとメール転送エージェント(MTA)を開発した。
大学卒業後、サン・マイクロシステムズに入社した。ゴスリンは、1984年から2010年までの26年間、サン・マイクロシステムズに在籍していた。彼はオブジェクト指向プログラミング言語Javaの生みの親として知られている。PERQのQコードをVAXアセンブラに変換してハードウェアをエミュレートすることで、PERQからソフトウェアを移植するプログラムを書いていたときに、Java仮想マシンのアイデアを得た。ゴスリンはサンのフェローであり Sun labs で研究活動を行っていた。2006年から2010年まで、ゴスリンはサンの副社長であり開発者製品グループのCTOを務めていた。
彼は、サン・マイクロシステムズがオラクルに買収された後の2010年4月2日、給与、地位、意思決定能力の低下、役割の変更、倫理的な課題を理由に同社を退職した。それ以降、彼はインタビューでオラクルに対して非常に批判的な姿勢をとっており、「サンとグーグルの間で特許の状況を巡って我々が追い込まれていたときの、サンとオラクルとの合併に関する会議では、我々にはオラクルの弁護士の目がキラキラしているのが見えた」と指摘している。Androidをめぐるグーグルとオラクルの裁判の際、次のように自身の立場を表明した。「私とオラクルとの間に揉め事はあったが、この場合には、彼らの方が正しい。グーグルは完全にサンを泥で覆った。我々は、本当に邪魔をされた。ジョナサン・シュワルツも。彼は幸せそうな顔をして、レモンをレモネードにする（逆境をうまく利用する）ことにしたが、これは、サンの多くの人々を悩ませた。」しかし、彼はAPIが著作権で保護されるべきではないという裁判所の判決に賛同した。
2011年3月、ゴスリンはオラクルを退社してグーグルに入社したが、その半年後には同僚のビル・ヴァスの後を追って、無人ボートで海洋データを収集しクラウドにアップロードする新興企業リキッド・ロボティクスに入社し、主任ソフトウェア設計者に就任した。2016年後半、リキッド・ロボティクスはボーイングに買収された。買収後、ゴスリンはリキッド・ロボティクスを退社し、2017年5月に上級技術者としてAmazon Web Servicesに入社した。
彼は、Scalaを開発した企業Lightbendの顧問、Jelasticの社外取締役、 Eucalyptusの戦略顧問を務める。
彼は「未知のもの」を証明することが好きなことで知られており、好きな無理数は√2であると述べている。彼のオフィスには、√2の最初の1,000桁の数字が額に入れて飾られている。

## 業績
ゴスリンはまず、Gosling Emacsの著者として知られるようになった。彼はまた、NeWSと呼ばれる初期のUNIXのウィンドウシステムを開発した。
彼は、1994年にプログラミング言語Javaを開発したことで広く知られている。彼はJavaのオリジナルデザインを作成し、言語のオリジナルコンパイラと仮想マシンを実装した。ゴスリンは、彼が大学院生時代に、研究室のDEC VAXコンピュータ用のpコードマシンを作成し、教授がUCSD Pascalで書いたプログラムを実行できるようにしたことが、このアプローチの起源であるとしている。サンでのJavaへとつながる仕事の中で、彼は、広く分散されたプログラムのためのアーキテクチャニュートラルな実行が、「常にプログラムを同じ仮想マシンで実行する」という同様の哲学を実装することで達成できることに気付いた。
その功績により、全米技術アカデミーは彼を外国人準会員に選出した。
ゴスリンのもう1つの貢献として、ブライアン・カーニハンとロブ・パイクの著書『UNIXプログラミング環境』で詳細に説明されているユーティリティであるsharを共同で製作したことがある。

## 賞と栄誉
- 2002年: エコノミスト イノベーション賞[27]
- 2002年: USENIX貢献賞[28]
- 2007年: カナダ勲章 オフィサー[29] - カナダ勲章はカナダの民間人に対する2番目に高い名誉であり、オフィサーはその2番目に高い等級である。
- 2013年: ACMフェロー[30]
- 2015年: フォン・ノイマンメダル[31]
- 2019年: コンピュータ歴史博物館フェロー（コンピュータの殿堂）「プログラミング言語Javaの構想・設計・実装に対して」[32]

## 著書
- Ken Arnold, James Gosling, David Holmes, The Java Programming Language, Fourth Edition, Addison-Wesley Professional, 2005, ISBN 0321349806
  - 柴田芳樹 (訳) 『プログラミング言語Java 第4版』 ピアソン・エデュケーション、2007年、ISBN 978-4894717169
- James Gosling, Bill Joy, Guy L. Steele Jr., Gilad Bracha, The Java Language Specification, Third Edition, Addison-Wesley Professional, 2005, ISBN 0321246780
  - 村上雅章 (訳) 『Java言語仕様第3版』 ピアソン・エデュケーション、2006年、ISBN 978-4894717152
- Ken Arnold, James Gosling, David Holmes, The Java Programming Language, Third Edition, Addison-Wesley Professional, 2000, ISBN 0201704331

  - 柴田芳樹 (訳) 『プログラミング言語Java 第3版』 ピアソン・エデュケーション、2001年、ISBN 4894713438
- James Gosling, Bill Joy, Guy L. Steele Jr., Gilad Bracha, The Java Language Specification, Second Edition, Addison-Wesley, 2000, ISBN 0201310082
  - 村上雅章 (訳) 『Java言語仕様』 ピアソン・エデュケーション、2000年、ISBN 4894713063
- Gregory Bollella (Editor), Benjamin Brosgol, James Gosling, Peter Dibble, Steve Furr, Mark Turnbull, The Real-Time Specification for Java, Addison Wesley Longman, 2000, ISBN 0201703238
  - 柴田芳樹 (訳) 、富士ゼロックス情報システム (訳) 『Javaリアルタイム仕様』 ピアソンエデュケーション、2000年 ISBN 4894713071
- Ken Arnold, James Gosling, The Java programming language Second Edition, Addison-Wesley, 1997, ISBN 0201310066
- Ken Arnold, James Gosling, The Java programming language, Addison-Wesley, 1996, ISBN 0201634554
  - 光澤敦 (訳) 、松井康範 (訳) 、川幡太一 (訳) 『プログラミング言語Java』 アジソン・ウェスレイ・パブリッシャーズ・ジャパン、星雲社、1997年、ISBN 4795297045
- James Gosling, Bill Joy, Guy L. Steele Jr., The Java Language Specification, Addison Wesley Publishing Company, 1996, ISBN 0201634511
  - 村上雅章 (訳) 『Java言語仕様』 アジソン・ウェスレイ・パブリッシャーズ・ジャパン、星雲社、1997年、ISBN 4795296707
- James Gosling, Frank Yellin, The Java Team, The Java Application Programming Interface, Volume 2: Window Toolkit and Applets, Addison-Wesley, 1996, ISBN 0201634597
  - 村上雅章 (訳) 『Java API アプリケーション・プログラミング・インタフェース Vol.2 ウィンドウ・ツールキットおよびアプレット』 アジソン・ウェスレイ・パブリッシャーズ・ジャパン、星雲社、1996年、ISBN 4795296898
- James Gosling, Frank Yellin, The Java Team, The Java Application Programming Interface, Volume 1: Core Packages, Addison-Wesley, 1996, ISBN 0201634538
  - 村上雅章 (訳) 『Java API アプリケーション・プログラミング・インタフェース Vol.1 コア・パッケージ』 アジソン・ウェスレイ・パブリッシャーズ・ジャパン、星雲社、1996年、ISBN 479529688X
- James Gosling, Henry McGilton, The Java language Environment: A white paper, Sun Microsystems, 1996
- James Gosling, David S.H. Rosenthal, Michelle J. Arden, The NeWS Book : An Introduction to the Network/Extensible Window System (Sun Technical Reference Library), Springer, 1989, ISBN 0387969152

## その他
ゴスリンは、プログラミングなどの作業の多くをかつてはPowerBook, MacBook Proで行ってきた。